# 伏木郵便局
伏木郵便局（ふしきゆうびんきょく）は富山県高岡市にある郵便局。民営化前の分類では集配普通郵便局であった（現在は集配機能を廃止）。

## 概要
民営化直前の集配業務再編において、多くの集配普通郵便局は統括センターとなったが、当局は配達センターとされたため、民営化後も郵便事業株式会社の支店は併設されず、集配センターが併設された。

## 沿革
- 1874年（明治7年）1月15日 - 伏木郵便取扱所として開設[1]。
- 1875年（明治8年）1月1日 - 伏木郵便局（五等）となる[1]。
- 1879年（明治12年）10月10日 - 藤井能三の請願により[2][3]、伏木電信分局が開設される[4]。
- 1882年（明治15年）9月16日 - 為替及び貯金取扱を開始[1]。
- 1886年（明治19年）
  - 3月1日 - 三等郵便局となる[1]。
  - 4月16日 - 伏木電信分局を二等電信分局とする[5]。
- 1887年（明治20年）3月26日 - 各電信分局は明治20年勅令第4号「逓信省官制」施行に伴い電信局と改めた旨告示される[6]。
- 1891年（明治24年）4月16日 - 電信為替の取扱を開始する[7]。
- 1893年（明治26年）3月1日 - 小包郵便の取扱を開始する[8]。
- 1903年（明治36年）
  - 4月1日 - 伏木電信局を廃止し、伏木郵便局において電信事務の取扱を開始する[9]。また、特定三等郵便局となる[1]。
  - 5月8日 - 局舎を射水郡伏木町大字湊町に移転する[10]。
- 1907年（明治40年）
  - 3月1日 - 電話通話事務の取扱を開始する[11]。
  - 8月21日 - 特設電話加入申込の受理を開始する[12]。
- 1908年（明治41年）1月6日 - 電話交換業務及び電話加入者による託送電報の取扱を開始する[13]。
- 1921年（大正10年）1月1日 - 特設電話規則（明治38年逓信省令第34号）による電話を電話規則（明治39年逓信省令第25号）による電話に変更する[14]。
- 1935年（昭和10年）2月12日 - 北成丸無線電信取扱所を閉鎖し、その事務を伏木郵便局が承継する[15][16]。
- 1938年（昭和13年）5月1日 - 郵便窓口の取扱時間を改正し、一等及び二等郵便局の取扱時間に準ずる三等郵便局として当郵便局が指定される[17][18]。外国郵便窓口の取扱時間を定め、一等及び二等郵便局の取扱時間に準ずる三等郵便局として当郵便局が指定される[19]。
- 1939年（昭和14年）11月1日 - 昭和13年逓信省告示第980号を廃止し、郵便窓口取扱時間を改め、一等及び二等郵便局の取扱時間に準ずる三等郵便局として当郵便局が指定される[20]。
- 1940年（昭和15年）9月11日 - 大阪天津有線連絡による日華電話通話を取扱う局となる[21]。
- 1941年（昭和16年）
  - 2月1日 - 通信官署官制（大正13年勅令第273号）改正により等級制を廃止し[22][23]、指定郵便局となる[24][25]。昭和14年逓信省告示第3010号を廃止し、郵便窓口取扱時間を改め、通信官署官制第16条第1項但書により逓信大臣が特に指定する郵便局以外の郵便局（普通郵便局）の取扱時間に準ずる郵便局として当郵便局が指定される[26][27]。
  - 4月1日 - 昭和15年逓信省告示第2450号を廃止し、大阪大連有線連絡及び大阪奉天有線連絡による東亜電話通話を取扱う局となる[28]。
- 1943年（昭和18年）
  - 3月11日 - 普通郵便局となる[29]。昭和13年逓信省告示第1352号、昭和16年逓信省告示第208号及び昭和16年逓信省告示第222号を改正し、伏木を削除する[30]。
  - 12月1日 - 伏木古国府郵便局において電信事務の取扱を休止し、その事務を承継する[31]。
- 1945年（昭和20年）4月8日 - 局舎を高岡市伏木中道から同市伏木新町に移転する[32]。
- 1948年（昭和23年）8月22日 - 電話交換方式を小共電式に改める[33]。
- 1949年（昭和24年）6月1日 - 伏木電報電話局を設置する[34]。
- 1958年（昭和33年）10月10日 - 電信為替の業務の一部を伏木電報電話局に委託する[35]。
- 1962年（昭和37年）
  - 6月4日 - 電話通話および和文電報受付業務を開始[36]。
  - 7月15日 - 伏木電報電話局を廃止し、高岡電報電話局伏木分局と改める[37][38]。
- 1965年（昭和40年）
  - 3月28日 - 伏木新町29ｰ1にて新築中であった新局舎の竣工に伴い、同日より新局舎に移転し執務を開始[39]。
  - 6月 - 新局舎落成に伴い暫時小型記念通信日附印を使用する[40]。
- 1972年（昭和47年）2月10日 - 昭和33年郵政省告示第989号より伏木を削除する[41]。
- 2000年（平成12年）8月14日 - 外国通貨の両替および旅行小切手の売買に関する業務取扱を開始[42]。
- 2007年（平成19年）10月1日 - 民営化に伴い、併設された郵便事業高岡支店伏木集配センターに一部業務を移管。
- 2012年（平成24年）10月1日 - 日本郵便株式会社発足に伴い、郵便事業高岡支店伏木集配センターを伏木郵便局に統合。
- 2016年（平成28年）3月7日 - 高岡郵便局に集配業務および保険の渉外業務を、ゆうちょ銀行高岡店に貯金の渉外業務を移管。無集配局となる。

## 取扱内容
- 郵便、印紙、ゆうパック、内容証明
- 貯金、為替、振替、振込、国際送金、国債、投資信託
- 生命保険、バイク自賠責保険、自動車保険、がん保険
- ゆうちょ銀行ATM

## 周辺
- 高岡市役所 伏木支所
- 伏木港
- 勝興寺
- 高岡市立伏木小学校
- 国道415号

## アクセス
- JR氷見線 伏木駅から北へ約500m（徒歩約5分）
- 加越能バス 伏木錦町停留所下車
- 能越自動車道 高岡北ICから北東へ約8km
- 駐車場あり：7台